# ELVO Leonida 2
Il Leonida 2 rappresenta il tentativo dell'industria greca ELVO di produrre autonomamente una veicolo trasporto truppe. Il nome deriva da Leonida, re dell'antica città-Stato di Sparta. Il nome Leonida 1 designava l'austriaco Saurer 4K 4FA nell'Ellinikós Stratós, prodotto su licenza dalla stessa azienda dal 1981 al 1987, che inizialmente si limitava al solo assemblaggio, inserendo via via sempre più componenti autoctone.

## Storia
Lo sviluppo del Leonida 2 richiese estese modifiche al modello originale, effettuate dalla ELVO nel 1987 per trasformarlo in un veicolo da combattimento della fanteria. Il nuovo mezzo pesava 18,8 t, mosso da un motore da 450 hp alla velocità massima di 70 km/h. La realizzazione della torretta divenne materia di un dibattito che coinvolse diverse aziende. Furono valutate diverse opzioni per quanto riguarda l'armamento: torrette con autocannone da 20-30 mm, Cockerill da 90-105 mm o con mortaio da 81-120 mm. In pratica però venne installata una torretta aperta monoposto, equipaggiata con la mitragliatrice Browning M2HB del Leonida 1 e lanciafumogeni ai due lati. Altre modifiche riguardarono l'adozione di un sistema antincendio automatico, di un periscopio rotante per il capocarro e di lanciafumogeni migliorati, ma soprattutto di un motore più potente e prestazioni migliorate.
Vennero realizzati circa 700 esemplari, inclusi quelli esportati a Cipro. I piani di sviluppo per un Leonida 3, da realizzare in diversi allestimenti, vennero abbandonati nel 2002, a causa dell'obsolescenza del progetto. La ELVO continuò a lavorare allo sviluppo congiunto di un moderno veicolo da combattimento per la fanteria in collaborazione, a partire dal 1988, con la Steyr-Daimler-Puch austriaca, ma presto uscì dal progetto a causa degli alti costi rispetto alle specifiche dell'esercito greco. La Santa Bárbara Sistemas spagnola subentrò nel progetto che portò alla realizzazione dell'ASCOD "Ulan"/"Pizarro". La ELVO continuò a lavorare in proprio allo sviluppo di un veicolo completamente nuovo, l'ELVO Kentaurus, presentato nel 1998.

## Produzione
La tabella sottostante mostra la produzione totale di Leonida 1 e Leonida 2 secondo gli organi di stampa. Il totale ammonta a 700 veicoli, anche se sul sito della ELVO si parla di "circa 800 veicoli".
| Anno   | Committente        | Versione | Quantità                                    | Note |
| ------ | ------------------ | -------- | ------------------------------------------- | --- |
| 1981   | Grecia             | 2        | Leonida 1                                   | 2 prototipi consegnati dall'Austria per le prove                                                                              |
| 1981   | Grecia             | 100      | Leonida 1                                   | Consegnati tra il 1982 e il 1983, inizialmente solo assemblati in Grecia, progressivamente modificati con componenti indigene |
| 1986   | Cipro              | 56       | Leonida 2                                   | 16 realizzati in Austria, 40 in Grecia per l'Ethnikí Frourá                                                                   |
| 1987   | Grecia             | 344      | Leonida 2                                   | Prodotti in Grecia. |
| 1993   | Cipro              | 76       | Leonida 2                                   | Prodotti in Grecia. |
| 1995   | Cipro              | 65       | Leonida 2                                   | Prodotti in Grecia. |
| 1998   | Grecia             | 57       | Leonida 2                                   | Prodotti in Grecia. |
| 2001   | Macedonia del Nord | 10       | Leonida 2 con nuova trasmissione automatica | Donati dalla Grecia |
| Totale |                    | 700      |                                             | 503 consegnati alla Grecia. 197 consegnati a Cipro.                                                                           |

## Utilizzatori

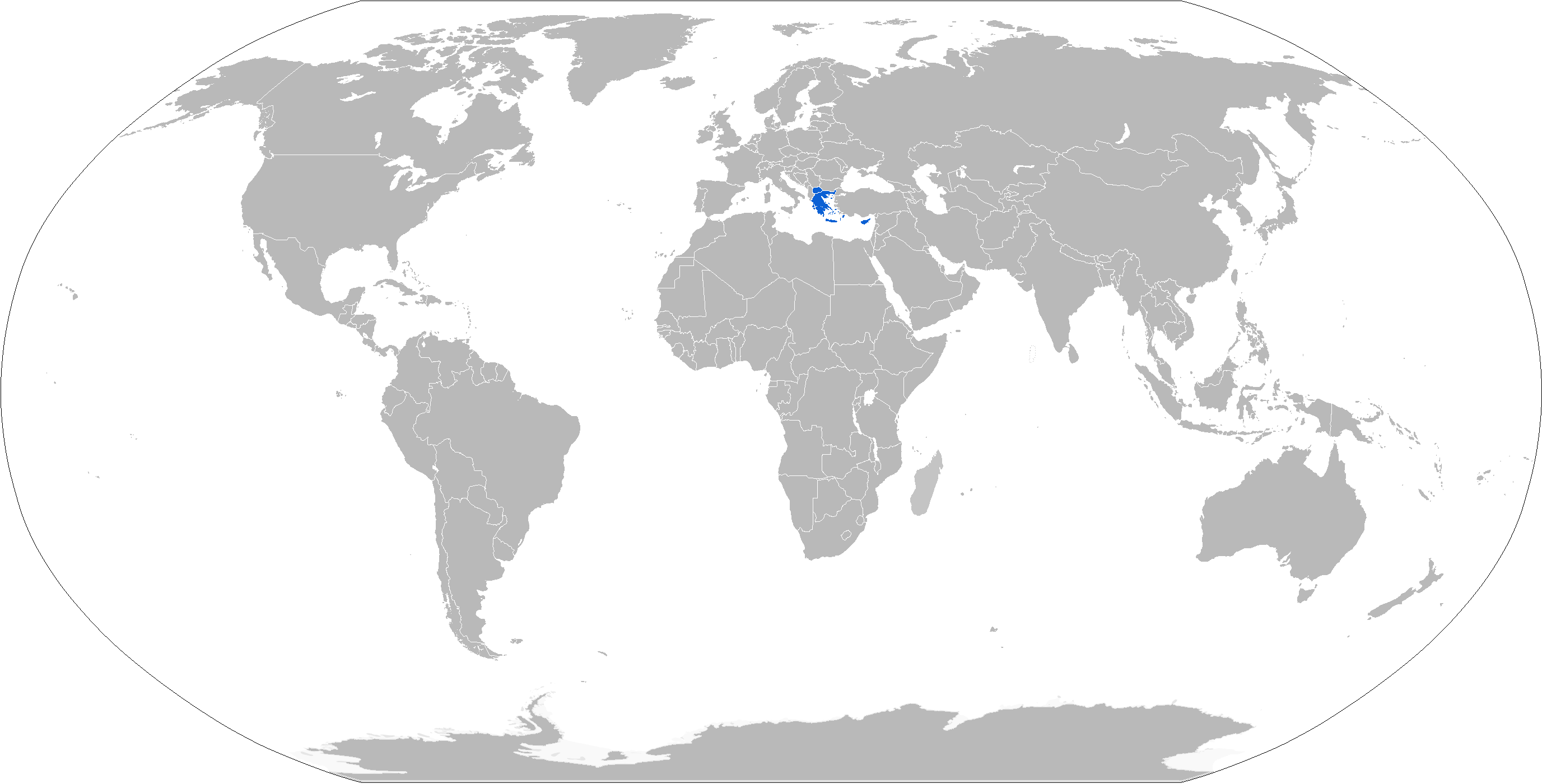
Utilizzatori di ELVO Leonida in blu.

- Cipro
- Grecia
- Macedonia del Nord